# Americhernes suraiurana
Espèce
Synonymes
- Lamprochernes suraiurana Feio, 1945

Americhernes suraiurana est une espèce de pseudoscorpions de la famille des Chernetidae.

## Distribution
Cette espèce est endémique de Bahia au Brésil. Elle se rencontre vers Bom Jesus da Lapa.

## Publication originale
- Feio, 1945 : Novos pseudoscorpiões de região neotropical (com a descriçao de uma subfamilia, dois géneros e sete espécies). Boletim do Museu Nacional Rio de Janeiro, n.s. Zoologia, vol. 44, p. 1-47.